# Калалыгыр

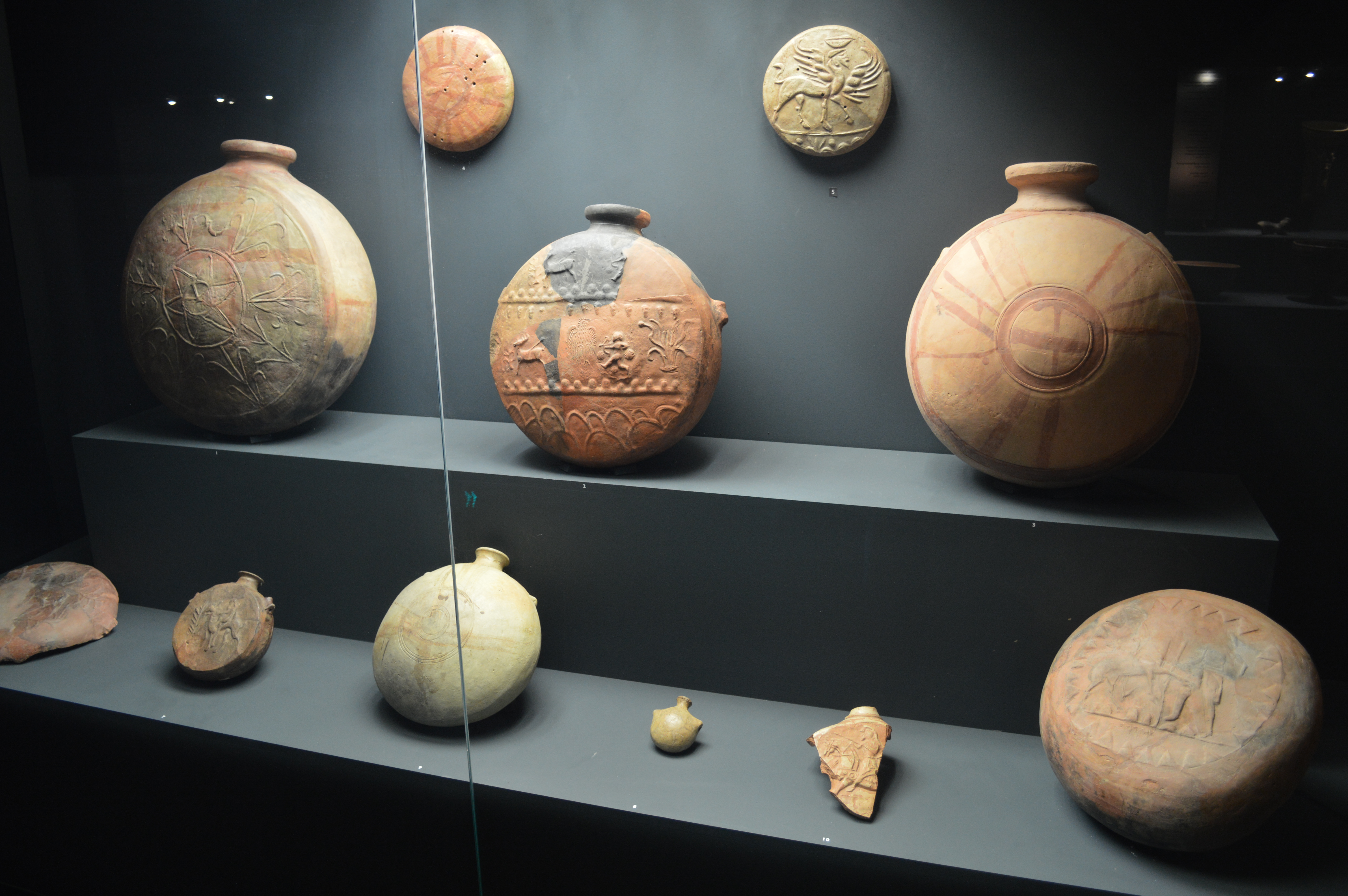
Глиняные фляги. Калалы-гыр 2.

Калалыгыр (или Калалы-гыр; также Айрытам; туркм. Galalygyr) — исчезнувший античный город на севере Туркменистана, бывший второй столицей древнего Хорезма в V—IV вв. до н. э. Согласно исследованиям Хорезмской экспедиции, крепость Калалыгыр 1, площадью почти 70 гектаров, является крупнейшим по размерам городищем  Хорезма.

## Расположение
Городища Калалыгыр 1 и Калалыгыр 2 находятся в 40—50 километрах юго-западнее г. Дашогуз, административного центра Дашогузского велаята Туркменистана на территории древней Присаракамышской дельты Амударьи.

## Описание
Калалыгыр 1
Одна из крепостей города, Калалыгыр 1, представляет собой прямоугольное городище-крепость размером 1000×700 м. В стенах крепости, усиленных башнями, имелось четверо ворот, защищённых сложными предвратными лабиринтами и бастионами. Жизнь обитателей городища Калалыгыр 1 была целиком сосредоточена в длинных сводчатых коридорообразных помещениях, скрытых в толще мощных стен городища. Близ западной стены крепости, с её внутренней стороны, располагалось грандиозное дворцовое здание. Постройка стен и дворцового здания не была завершена полностью, и городище было заброшено. Основания стен составляли пахсовые блоки высотой более 1 м, на которые укладывался сырцовый кирпич обычных античных размеров. Дворцовое здание имело квадратную форму (80×80 м), в его пределах выделялись два внутренних двора и два внешних дворика. По периметру дворов находилось около 30 различных помещений. Залы дворца имели плоское перекрытие, поддерживающееся колоннами, базы которых частично сохранились. Исследователи полагают, что постройка колоссальной крепости Калалыгыр 1, возникшей в конце V или в самом начале IV века до н. э., была начата ещё в период господства в Хорезме династии Ахеменидов. Попытка возведения крепости могла входить в систему мероприятий Ахеменидов, отражённых в известном рассказе Геродота об ирригационной политике ахеменидских царей.
Исследователи отмечают совершенство архитектуры дворца Калалыгыра 1, которая придала первоначальный импульс развитому хорезмийскому зодчеству.
Калалыгыр 2
Другая крепость, Калалыгыр 2, располагалась в 10 км западнее крепости Калалыгыр 1, у левого берега древнего русла Южного Даудана. Данный памятник — почти правильный равнобедренный треугольник, с северной стороны к нему примыкает у прямоугольный входной комплекс. Крепостные стены сохранились на этом участке до отметки 5 метров, внутри них — стрелковый коридор. Наиболее монументальное сооружение внутри крепости — так называемый круглый храм диаметром 24 метра, возведённый на двухметровой искусственной платформе. Стены храма имели стреловидные бойницы, с севера к нему примыкает массивная овальная башня. Этот культовый центр был заброшен после тотального разгрома крепости, сопровождавшегося большим пожаром, следы которого заметны не только на стенах, но и на всём археологическом инвентаре. Памятник датируется серединой IV — началом II веков до н. э.

## Исследование
Открыто в 1939 году С. П. Толстовым, обследования С. А. Вязигина (до Великой Отечественной войны обнаружил оссуарные захоронения), Г. П. Снесарева (1953 год), раскопки Б. И. Вайнберг (1981, 1985—1991 годы).